# Petre Sergescu
Petre Sergescu (n. 17 decembrie 1893, Turnu Severin, Mehedinți, România – d. 21 decembrie 1954, Paris, Franța) a fost un matematician și istoric al științelor român. A fost membru corespondent (1937) al Academiei Române.

## Biografie
Petre Sergescu a fost animat întreaga sa viață de dorința de a ajuta România să devină o țară europeană avansată. În Războiul pentru întregirea României a fost luat ca ostatic de germani, fiind internat în mai multe lagăre, ultimul fiind în Bulgaria. A fost implicat în mișcarea politică dirijată de Nicolae Iorga și a fost ales deputat de Sălaj în 1931. România a rămas pentru totdeauna marea sa iubire, în timpul exilului în Franța depunând multe eforturi pentru unificarea forțelor culturale românești din afara țării. Începând din 1926 a fost profesor de geometrie analitică la Universitatea din Cluj, unde a fondat revista Mathematica și a organizat primul congres al matematicienilor români.
A fost ales membru corespondent al Academiei Române în 1937. Respectat în lumea universitară, a devenit în 1945 rector al Școlii Politehnice din București. Discursul pe care îl pronunță în 1930 la Alger, la a 54-a sesiune a Asociației Franceze pentru Progresul Științelor, surprinde prin tonalitatea lirică și chiar patetică, neconformă stilului său sobru și reținut: „Placés au carrefour des routes entre l'Orient incertain et l'Occident civilisé de l’Europe, les Roumains ont dû lutter durement pendant des siècles pour garder leur indépendance nationale. Avant le dix-neuvième siècle, ils n'ont pas pu, en général, penser aux manifestations plus élevées de l'âme: les sciences, les lettres et les beaux-arts. Or, à part les influences polonaises en Moldavie, ce sont les Français qui ont ouvert aux Roumains les portes du temple de la science.”
În 1946 Petre Sergescu se exilează la Paris, împreună cu soția sa Marya Kasterska, scriitoare poloneză. Petre Sergescu a fost secretar perpetuu al Academiei Internaționale de Istoria Științelor și Fondator și Secretar General al Uniunii Internaționale a Istoriei Științelor. De asemenea, a fost director al revistei Archives Internationales d’Histoire des Sciences. Conferințele sale la Palais de la Découverte din Paris, unde a organizat conferințe lunare asupra istoriei științei, erau celebre. Guvernul Francez i-a comandat o monografie pentru Pavilionul Franței la Expoziția Universală de la New York din 1939: «Quelques données importantes dans l’évolution des mathématiques française». Petre Sergescu a fost motorul colaborării internaționale în domeniul istoriei științelor și, în  particular, al colaborării franco-române.
Reputația sa pe plan internațional și multiplele sale obligații profesionale nu l-au împiedicat să accepte propunerea regelui Mihai de a conduce Fundația Regală Universitară Carol I, activitate căreia i s-a dedicat cu mare abnegație. Este interesant de consemnat că întâlnirea dintre Regele Mihai și Petre Sergescu a avut loc la Amsterdam, unde Petre Sergescu participa la un congres de istorie a științelor. O parte dintre documentele acestei fundații, atât de necesare pentru scrierea unei veritabile istorii a exilului românesc, s-au pierdut. Cele recuperate au fost publicate de Matei Cazacu în cartea George Ciorănescu și exilul românesc. 9 scrisori ale lui Petre Sergescu și 6 scrisori ale Maryei Kasterska au fost publicate în această carte, George Ciorănescu fiind, începând cu 1957, Secretar General al acestei fundații. Simpla listă a articolelor și cărților sale ar umple numeroase pagini.
Pasiunea pentru România s-a împletit armonios cu respectul și aprecierea Poloniei, țara soției sale. În 1931, când era președintele de onoare al celui de al doilea Congres al matematicienilor polonezi la Wilno, a ținut conferința sa în limba poloneză. Nicolae Iorga avea dreptate când scria despre Petre Sergescu: „Un om foarte cult și care știe să scrie, un matematic care-și știe cumpăni gândul și rostul. A fost legat prin inima sa de o țară pe care cu iubire a căutat s-o cunoască. Fără prejudecăți a mers acolo, a cercetat și s-a simțit dator să comunice impresiile sale.”
Fondarea revistei Mathematica de la Cluj a fost inspirată de existența prestigioasei reviste poloneze de matematică, dirijată de Waclav Sierpinski. Petre Sergescu a menținut un contact permanent cu știința poloneză și a ținut cursuri și conferințe la universitățile din Lwow, Wilno, Poznan și Varșovia. El a fost membru corespondent al societății Scientarum Varsoviensis și membru al Societății Istorice și Literare din Polonia.

## Distincții
- Ordinul Polonia Restituta în gradul de Cruce de Comandor acordat de autoritățile poloneze în semn de recunoaștere a meritelor sale.
- Distincția Cavaler al Legiunii de onoare acordată de autoritățile franceze[18].
- Ordinul „Meritul Cultural” în gradul de Cavaler cl. I, pentru știință (23 septembrie 1942)[19]